# 공법 110-343
공법 110-343은 아래의 법안과 관련한다.
‘폴 웰스톤 그리고 피트 도메니치 정신보건 평등 및 중독[자] 평등 법안’이 미국에서 공포되었고, 그것은 다음을 강제했는데 그것은 만약에 집단 건강 계획이 의료적/수술적 급여를 그리고 엠에이치/에스유디 (정신 보건/약물 남용) 급여를 포함한다면, 엠에이치/에스유디 급여에 적용되는 재정적 필요(예를 들어, 본인부담금과 공동부담금)는 그리고 치료 한계(예를 들어, 방문의 횟수나 처리일수)는 모든 치료적/수술적 급여에 광범위하게 적용되는 기존의 재정적 필요나 치료 한계보다 더 제한적이지 말아야 한다는 것이고; 엠에이치/에스유디 급여는 그런 급여에만 적용되는 어떠한 개별의 공동부담 필요나 치료 한계에도 종속되어도 좋지는 않다는 것이고; 만약에 집단 보건 계획이 치료적/수술적 급여와 엠에이치/에스유디 급여를 포함하고 그 계획이 보험사 계약 외의 치료적/수술적 급여에 대해 제공한다면, 그것은 보험사 계약 외의 엠에이치/에스유디 급여에 대해 제공해야 한다는 것이고; 엠에이치/에스유디 급여와 관련한 어떠한 급여 거부에 대한 치료적 필요 결정과 이유에 대한 기준도 청구에 따라 공개되어야 한다는 것이다.